# Bert De Coninck
Hubert (Bert) Frans Joanna De Coninck (Mechelen, 23 juni 1949 – Lagos, 29 november 2024) was een Belgisch rockzanger en rockgitarist. Hij was een belangrijk pionier van de Nederlandstalige rock en van de belpop. De Coninck was ook actief als dichter.

## Biografie

### Jeugd en beginjaren (1949-1974)
Op 15-jarige leeftijd speelde De Coninck bij het rockbandje The Hot Matches. Hij liep ondertussen school op het Pitzemburg-atheneum in Mechelen. Daarna studeerde hij Engels-Spaans aan de tolkenschool. Vervolgens weigerde hij dienstplicht, trok naar Frankrijk en trad toe tot de Communauté de L'Arche, een zelfbedruipende commune van de filosoof Lanza del Vasto. De Coninck werkte er bij de boeren en ontpopte zich tot straatmuzikant. Na twee jaar trok hij verder naar Marokko.

### Doorbraak enEnfant terrible(1974-1978)
In 1975 was De Coninck weer in Mechelen. Onder impuls van zijn stadsgenoot Jean Rousseau schreef hij zich in voor het Humorfestival in Heist. Hij zong er "Evelyne" en "Bijna dood". Het leverde hem prompt de overwinning en 20.000 frank op. Hij tekende ook een platencontract bij Parsifal.
Hij dook vrij snel de studio in om er samen met o.a. Rousseau, Mich Verbeelen, Firmin Timmermans en Chris Joris zijn debuutalbum Enfant terrible op te nemen. Dit debuut wordt algemeen gezien als een van de eerste Nederlandstalige rockplaten in België en kreeg zeer lovende recensies. De liedjes "Evelyne", "Greetje" en "Speelgoedpop" kregen de nodige airplay. In het conservatieve Vlaanderen van midden jaren ‘70 veroorzaakte "Evelyne", een liedje over ontrouw, de nodige deining. Het werd wel het bekendste nummer van De Coninck en belandde op diverse compilaties.
Hierop volgde een intense periode met veel optredens in kleinere clubs en op de eerste festivals in Vlaanderen en Nederland. Bert De Coninck slaagde er in om tijdens deze optredens het kleinkunst-etiket van het humorfestival in Heist definitief van zich af te schudden. In 1977 trad De Coninck ook op in het Sportpaleis op Nekka77. Hij deelde er de affiche met o.a. Ralph McTell, Wim De Craene en Della Bosiers.  Deze editie van het festival staat bij kenners bekend als hét hoogtepunt van Vlaamse kleinkunst. Later zou Nekka uitgroeien tot het fenomeen Nekkanacht.

### Crapule de Luxe(1979-1981)
Pas in 1979 verscheen zijn tweede album Crapule de Luxe. Op deze plaat werkte hij samen met Jean-Marie Aerts  en Serge Feys, net voordat zij met T.C. Matic een aardverschuiving in de Belgische rock veroorzaakten. Op de plaat is ook drummer Tony Gyselinck te horen. Er is een opvallende rol weggelegd voor de Brugse zangeres Fran. De productie lag in handen van Ghislain Slingeneyer, die ook de bas en elektrische piano voor zijn rekening nam. De singles "Cadillac", een cover van The Renegades en het reggaenummer "Johnny" (gezongen door Fran) werden vaak gedraaid op de radio.
In mei 1979 werd in Brussel het millennium van deze stad luister bijgezet met een reeks concerten. De Coninck trad er op met zijn toenmalige begeleidingsband Sfunks in de concertzaal van de Nationale Basiliek van het Heilig Hart te Koekelberg. Het optreden werd opgenomen en uitgezonden door de BRT-radio, maar nadien werden de geluidsbanden gewist.
Nog in 1979 nam de BRT een opgemerkte tv-special op met liedjes van "Crapule de Luxe". Ook de beelden van deze special werden gewist, maar door toedoen van een alerte fan kwamen ze toch in het VRT-archief terecht. De videoclip van "Johnny" komt uit deze tv-special.
Begin jaren ‘80 richtte De Coninck de groep Crapule De Luxe op. De band bestond naast hemzelf uit Eric Neels, Jan Boekaerts, Kries Roose, Ronny Geldhof en Regi Verlinde. In 1981 verscheen de Engelstalige new-waveplaat Rooms for Travellers op het Mercury-label. De optredens na de uitgave van deze plaat trokken vooral een rock- en new-wavepubliek aan evenals liefhebbers van punk. Het nummer "Suck It to Me" belandde op de compilatie Bloodstains across Belgium uit 1997. Deze punk-bootleg bevat ook nummers van o.a. The Kids, The Onion Dolls, P.I.G.Z. en Plastic Bertrand.

### Latere jaren (1982-2024)
Rond 1982 werd het stil rond De Coninck. Begin jaren '90 dook hij op in Portugal. De Coninck werkte er in alle stilte aan een nieuw repertoire en verdiepte zich in de Portugese taal, muziek en literatuur. In 2000 bracht hij het album Pomme d’Amour uit. Zijn nieuwe werk was beïnvloed door de zuiderse klanken en poëzie. De liedjes "De dood mijn vriendin" en "Lisboa" deden het goed op de radio. Opmerkelijk is dat hij voor de opname van het album naar Gent trok. Onder anderen Eric Neels (slag- en sologitaar), Fapy Lafertin (guitarra en gitaar), Mirko Banovic  (bass) en Philippe de Chaffoy (viool en keyboard) verleenden medewerking aan de opnames.
Nog in 2000 bracht Parsifal een verzamelalbum uit. De Coninck was nog maar heel sporadisch in België. In augustus 2001 was hij samen met violist Joāo Cardeira te gast op het Brusselse stadsfestival Boterhammen in de stad. In 2005 bracht Wreck Records het tribuutalbum Imagine no John Lennon uit. Voor deze cd, een initiatief van Kloot Per W, zong De Coninck het nummer "Working Class Hero".
In 2010 verscheen het album La Salsichafobia de Marzapane op het label Ballon-Media. In deze musical wordt het verhaal verteld van straatmuzikant Carapato die een paard redt van een gewisse dood in het slachthuis. De Coninck was zelf een ervaren ruiter en verzorgde twee paarden. Het verhaal werd de basis van de strip Marzapane van tekenaar Jamie Persyn. Na 2010 richtte Bert nog het groepje The Woodbines op. Samen met de Britse bassist Rik Mullender bracht hij hoofdzakelijk covers van Britse en Amerikaanse klassieke hits uit de jaren '60 en '70.
In 2018 nam Bert De Coninck in zijn muziekkamer enkele nummers op met Scoob en Chris Ford. De twee Britten werkten de opnames af in Somerset. Medio 2020 werden vier nummers vrijgegeven op Bandcamp onder de naam Château Clochard.
De Coninck overleed in 2024 in Lagos in de Algarve, hij werd 75.

## Varia
- Het nummer "Het is me allemaal teveel" werd (in hun beginperiode) live gecoverd door De Kreuners.
- In 1990 nam de groep Gorki (toen nog Gorky) deel aan Humo's Rock Rally. In de opdracht ‘verplichte cover’ brachten ze het nummer "Crapule de Luxe". Gorky eindigde als derde in de finale.
- Het nummer "Evelyne" belandde in april 1977 in de Dutch Charts. Het liedje zou vier weken in deze hitlijst staan en piekte op plaats 24.
- In 2001 werd "Evelyne" gecoverd door de Friese band De Kast. Het staat op de dvd Open.
- In 2013 herwerkte Kloot Per W samen met De Coninck het lied '"Evelyne" tot "Evil-Ientje". Het werd een bescheiden radio-hitje.
- Het webzine Luminous Dash noemde De Coninck de "sugarman van de Belpop". Net als Sixto Rodriguez begon De Coninck zijn carrière in de jaren ‘70 met een liedje met een hoge suikerwaarde ("Evelyne" van De Coninck en "Sugar Man" van Rodriguez). Beide zangers leefden op een grote fysieke afstand van hun publiek en leverden hun bekendste werk af in de jaren ‘70.

## Discografie

### Solo
- "Evelyne" / "De Speelgoedpop" (Parsifal) 7’’ single
- "Blijf nog even hier bij mij" / "Anderhalve Onsje Wiet" (Parsifal) 7’’ single
- "Cadillac" / "De Katvis"  (Parsifal) 7’’ single
- "Johnny" / "Marilou-Marilyn"  (Parsifal) 7’’ single (met Fran)
- "Evelyne" / "Johnny" (KDX) cd-single (met Fran)
- Enfant Terrible (Parsifal) lp/MC (met Jean Rousseau)
- Crapule de luxe (Parsifal) - lp (met Fran)
- Bert De Coninck - verzamelalbum (met Fran en Rousseau)
- Pomme d'amour (Parsifal) - cd
- La Salsichafobia de Marzapane (Ballon Media) - cd

### Met Crapule De Luxe
- "Rooms for Travellers" / "Suck It to Me"  - 7’’ single
- Rooms for Travellers (Mercury) - lp

### Met Kloot per W
- "Evil-Ientje" - MP3

### Met Château Clochard
- "Château Clochard" - MP3

- International Standard Name Identifier: 0000 0003 6877 7126
- MusicBrainz: 63b91409-3509-4cc8-910d-6e59cccdac0f
- Virtual International Authority File: 284982352
- WorldCat: E39PCjFbXhqFk6bjbvRtprYGjK